# Élection présidentielle seychelloise de 2025
L'élection présidentielle seychelloise de 2025 a lieu du 25 au 27 septembre 2025 afin d'élire le président de la république des Seychelles pour un mandat de cinq ans. Des élections législatives sont organisées en même temps que le premier tour.

## Contexte
En 2020, Wavel Ramkalawan remporte le scrutin dès le premier tour. C'est la première fois depuis l'indépendance des Seychelles qu'un candidat qui n'est pas issu de l'ancien parti unique, depuis renommé Seychelles unies, remporte la présidence.

## Système électoral
Le président de la République est élu au scrutin uninominal majoritaire à deux tours pour un mandat de cinq ans renouvelable une seule fois. Si aucun candidat ne remporte la majorité absolue au premier tour, un second est organisé entre les deux candidats arrivés en tête, et le candidat réunissant le plus de suffrages est déclaré élu. Chaque candidat à la présidence se présente avec un colistier, candidat à la vice-présidence,.